# 輝国

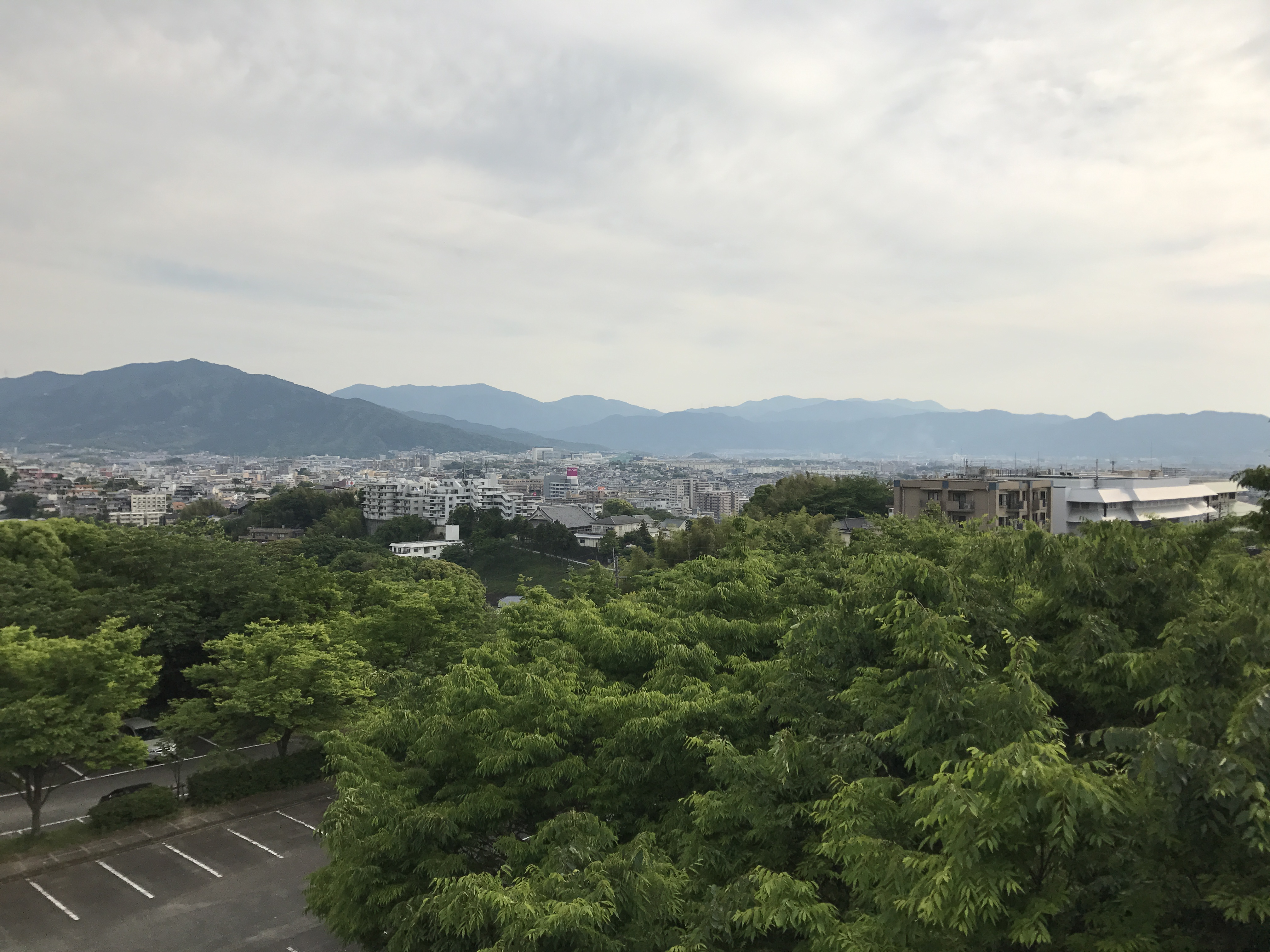
南公園西展望台より望む輝国地区

輝国（）は、福岡県福岡市中央区の地名。現行の行政地名は　輝国一丁目及び二丁目（住居表示実施済）。面積は34.70ヘクタール。2023年4月末現在の人口は3,339人。郵便番号は810-0032。

## 地理
福岡市の都心とされる中央区天神の南西約3.0キロメートル、中央区の南西部に位置する。北北西で六本松（）と、北で谷（）と、東で南公園（）（福岡市動植物園を含む）と、南東で小笹（）と、南で笹丘（）と、西で梅光園（）と隣接している。丘陵地に立つ緑豊かで閑静な住宅地となっている。

### 都市計画
都市計画に関しては、「福岡市都市計画マスタープラン」において定められた方針については次のとおりである。交通ネットワークとして都市の骨格となる筑肥新道の沿道や幹線道路である福岡市道桜坂小笹線の沿道は、商業、業務、サービス施設や中高層住宅などが連続した「都市軸」や「沿道軸」に位置付けられている。土地利用については、輝国の大部分は、戸建住宅などの低層住宅が大部分を占めるが、一部中高層住宅などが立地する「低中層住宅ゾーン」に位置付けられ、周辺地区と同様に、低層住宅と中層住宅の調和などがまちづくりの視点とされている。また、中央区南公園の「南公園西展望台」や「アゴーラ福岡山の上ホテル&スパ」などを含む輝国一丁目1番の範囲は、豊かな自然資源を保全した「山地・丘陵地」に位置付けられ、緑地の保全、育成や無秩序な開発の抑制がまちづくりの視点とされている。輝国の一部（特に一丁目の西側及び二丁目の北側）は、太平洋戦争の後に進められた戦災復興都市計画による土地区画整理事業の施工地区から外れ、古くから市街地が形成されている地区であり、幅員4メートル未満の狭隘道路が多いため、災害時の安全性などが課題となっている。用途地域については次のとおりである。輝国二丁目のうち筑肥新道の北側道路境界線から概ね50メートルの範囲は第二種住居地域に、輝国一丁目のうち福岡市道桜坂小笹線の西側道路境界線から概ね30メートルの範囲は第二種中高層住居専用地域に、これら以外の地域は第一種中高層住居専用地域に指定されている。風致地区については、輝国一丁目の全て及び二丁目の一部（北東側）が次の地区に含まれており、建築物の建築、宅地の造成、木竹の伐採その他の行為について、都市の風致を維持するための規制がかけられている。
- 「南公園地区」[注釈 3]

また、輝国一丁目の一部（「南公園西展望台」の周辺）が建築基準法及び「福岡市南公園特別用途地区建築条例」の規定に基づき次の適用区域に指定されており、建築物の建築の制限等が定められている。
- 「福岡市南公園特別用途地区」

## 歴史

### 町域の変遷
町域の変遷は次表の通り。
| 住居表示実施後           | 実施年月日         | 住居表示実施前（各大字の一部） |
| ------------------------ | ------------------ | ------------------------------ |
| 輝国一丁目から輝国二丁目 | 1971年（昭和46年） | 赤坂山・大字田島               |

## 人口
輝国一丁目及び二丁目について人口の推移を福岡市の住民基本台帳（公称町別）に基づき示す（単位：人）。集計時点は各年9月末現在である。
- 2001年（平成13年）：2,762
- 2002年（平成14年）：2,763
- 2003年（平成15年）：2,795
- 2004年（平成16年）：2,768
- 2005年（平成17年）：2,684
- 2006年（平成18年）：2,589
- 2007年（平成19年）：2,601
- 2008年（平成20年）：2,653
- 2009年（平成21年）：2,661
- 2010年（平成22年）：2,671
- 2011年（平成23年）：2,651
- 2012年（平成24年）：2,631
- 2013年（平成25年）：2,662
- 2014年（平成26年）：2,715
- 2015年（平成27年）：2,733
- 2016年（平成28年）：2,864
- 2017年（平成29年）：2,761
- 2018年（平成30年）：2,762
- 2019年（令和元年）：2,856
- 2020年（令和2年）：2,849
- 2021年（令和3年）：2,895
- 2022年（令和4年）：2,940

## 主な施設

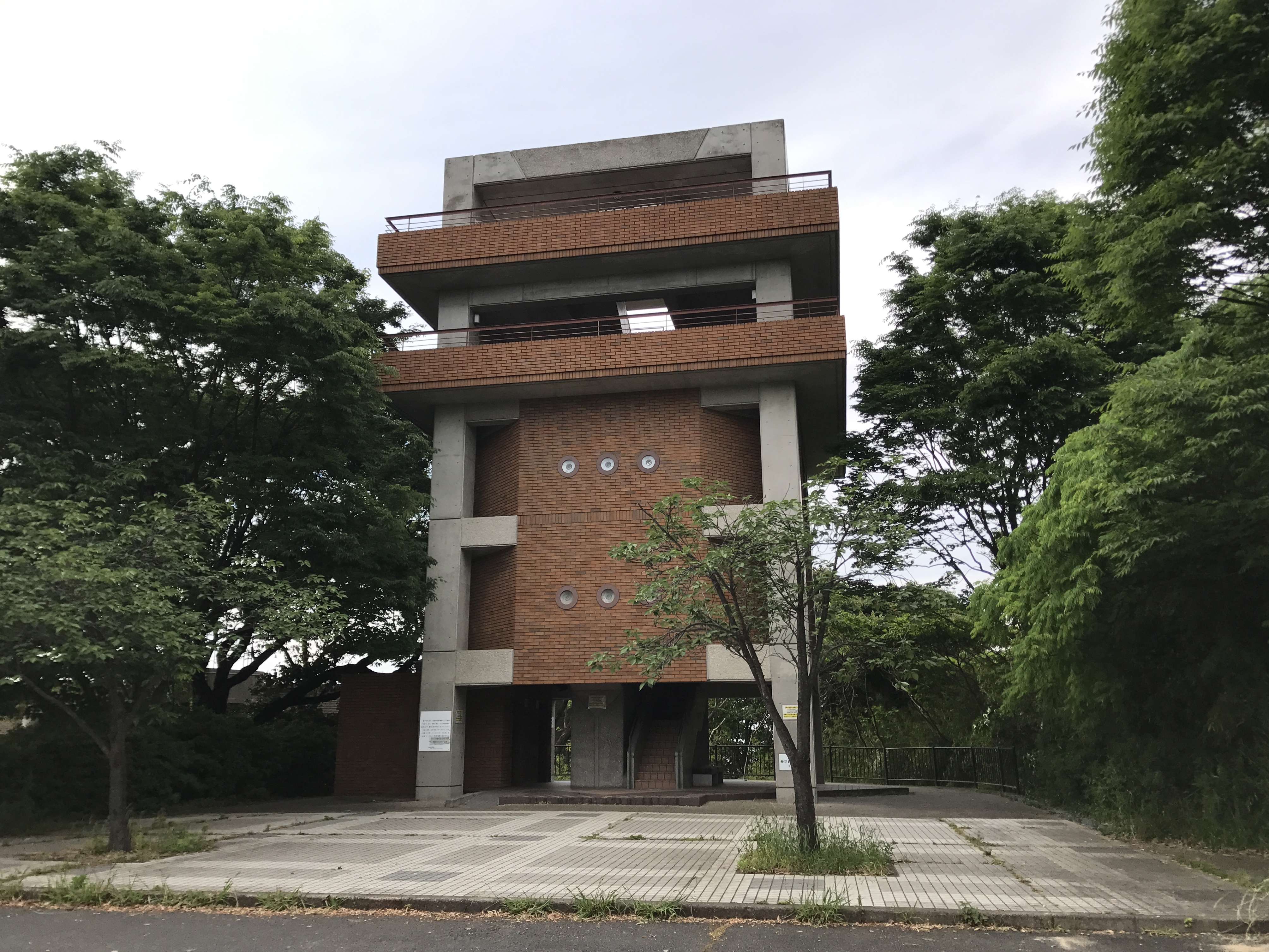
南公園西展望台

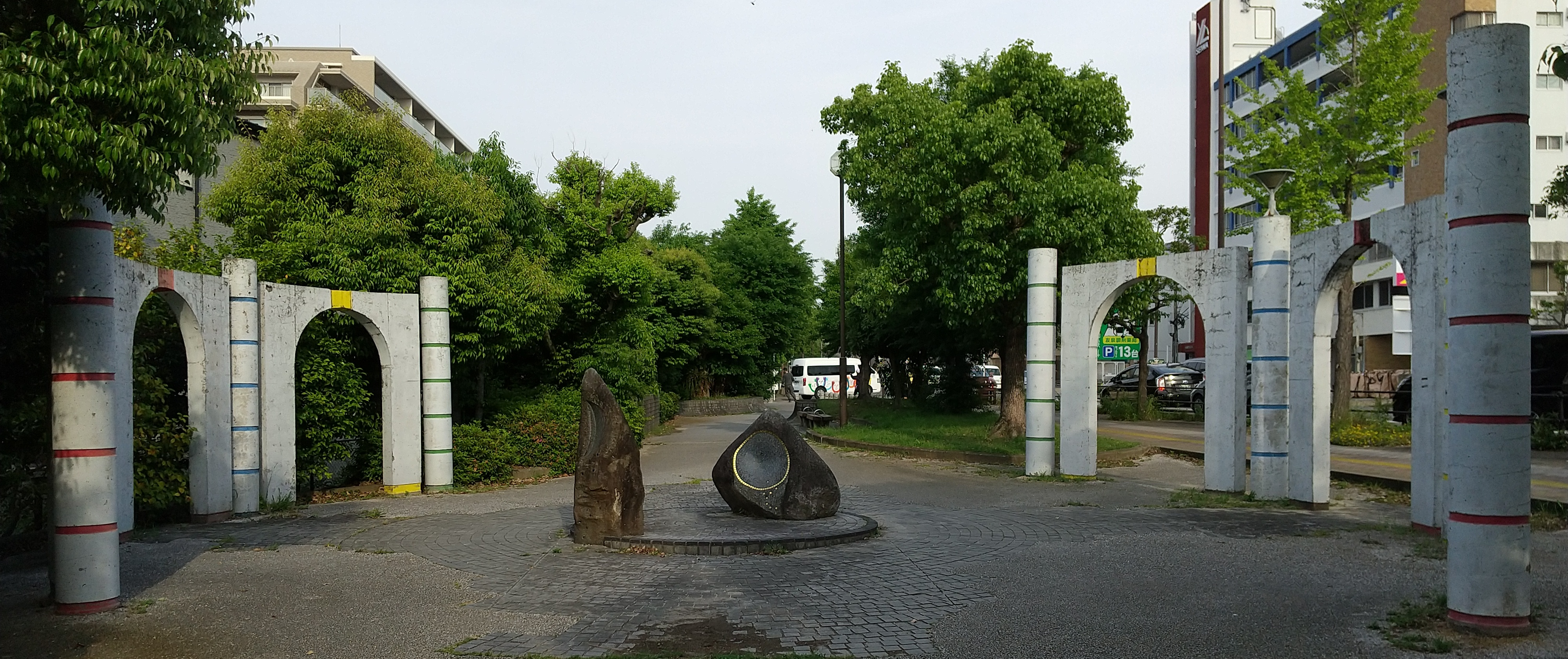
梅光園緑道

- 南公園西展望台（写真1、写真2）
- 輝国公園[注釈 4]（写真）
- 輝国3号公園[注釈 5]（写真）
- 梅光園緑道（輝国二丁目のほか六本松四丁目、梅光園一丁目及び梅光園二丁目にも跨る緑道）[注釈 6]
- 福岡県警察管区機動隊

### 教育施設
町内に公立の小・中学校は存在しないが、校区については次のとおり。

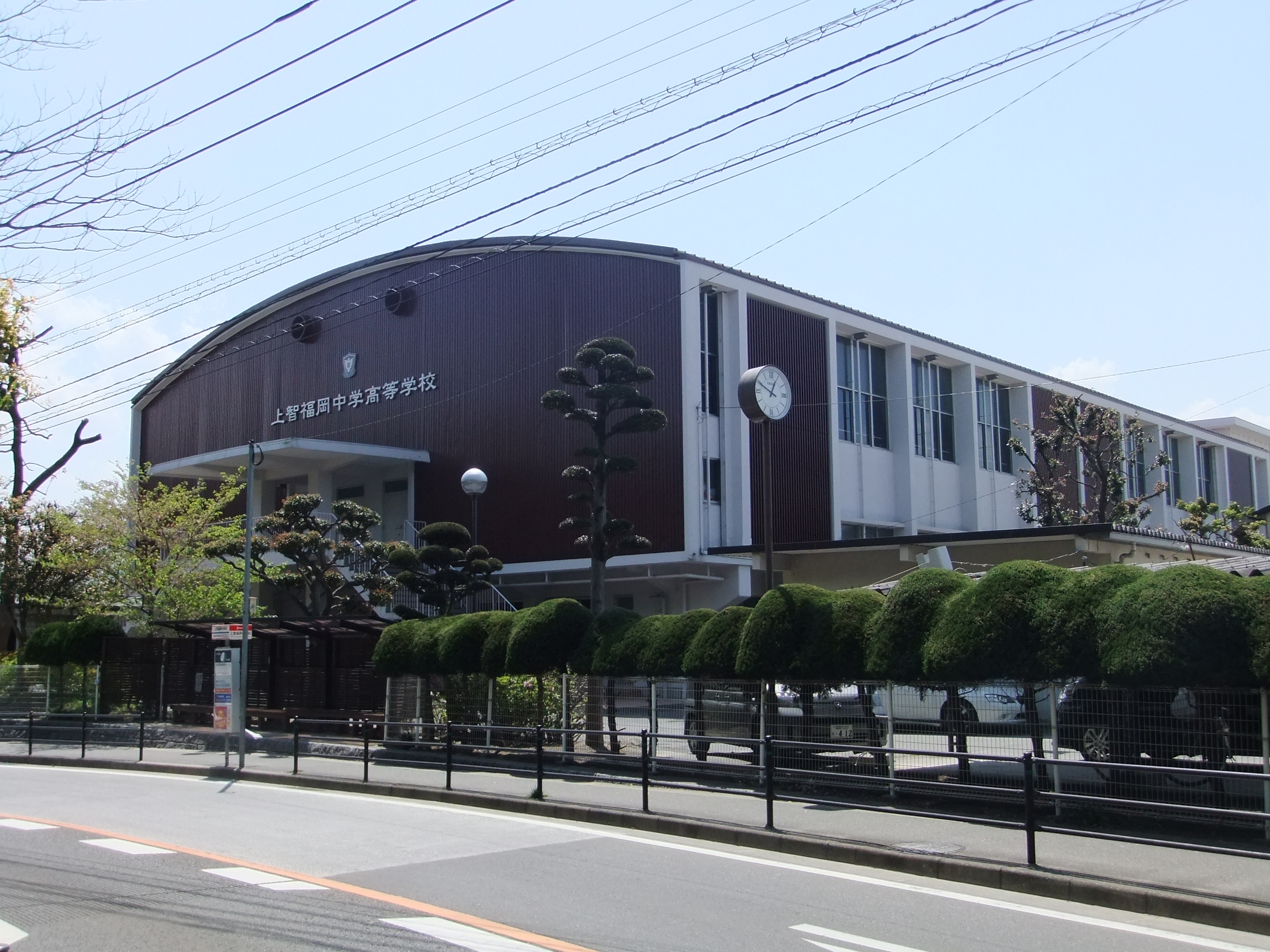
上智福岡中学校・高等学校

- 小学校：福岡市立笹丘小学校
- 中学校：福岡市立友泉中学校

私立の学校は次の通り。
- 上智福岡中学校・高等学校

### その他の施設

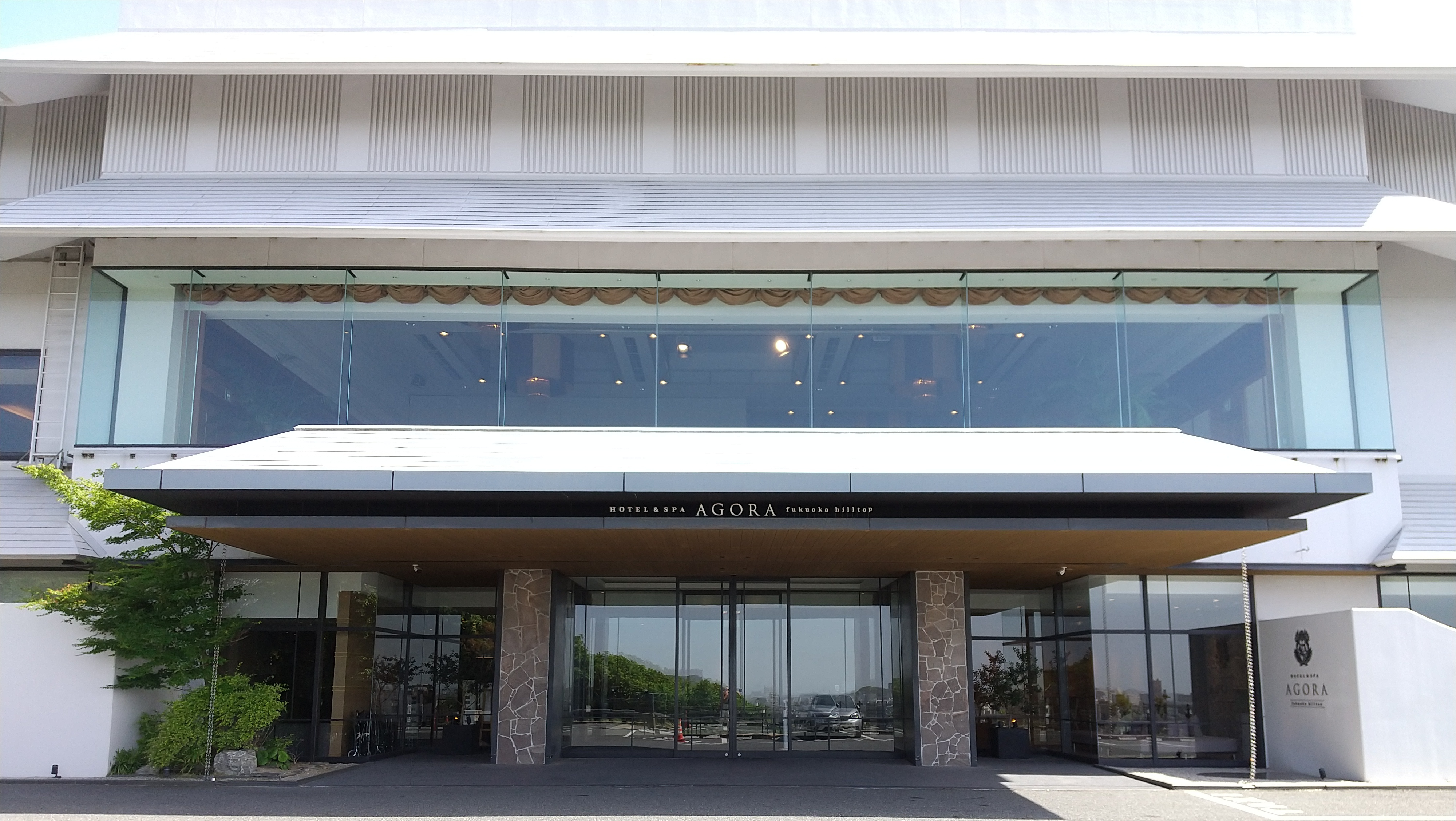
ヒルトップリゾート福岡

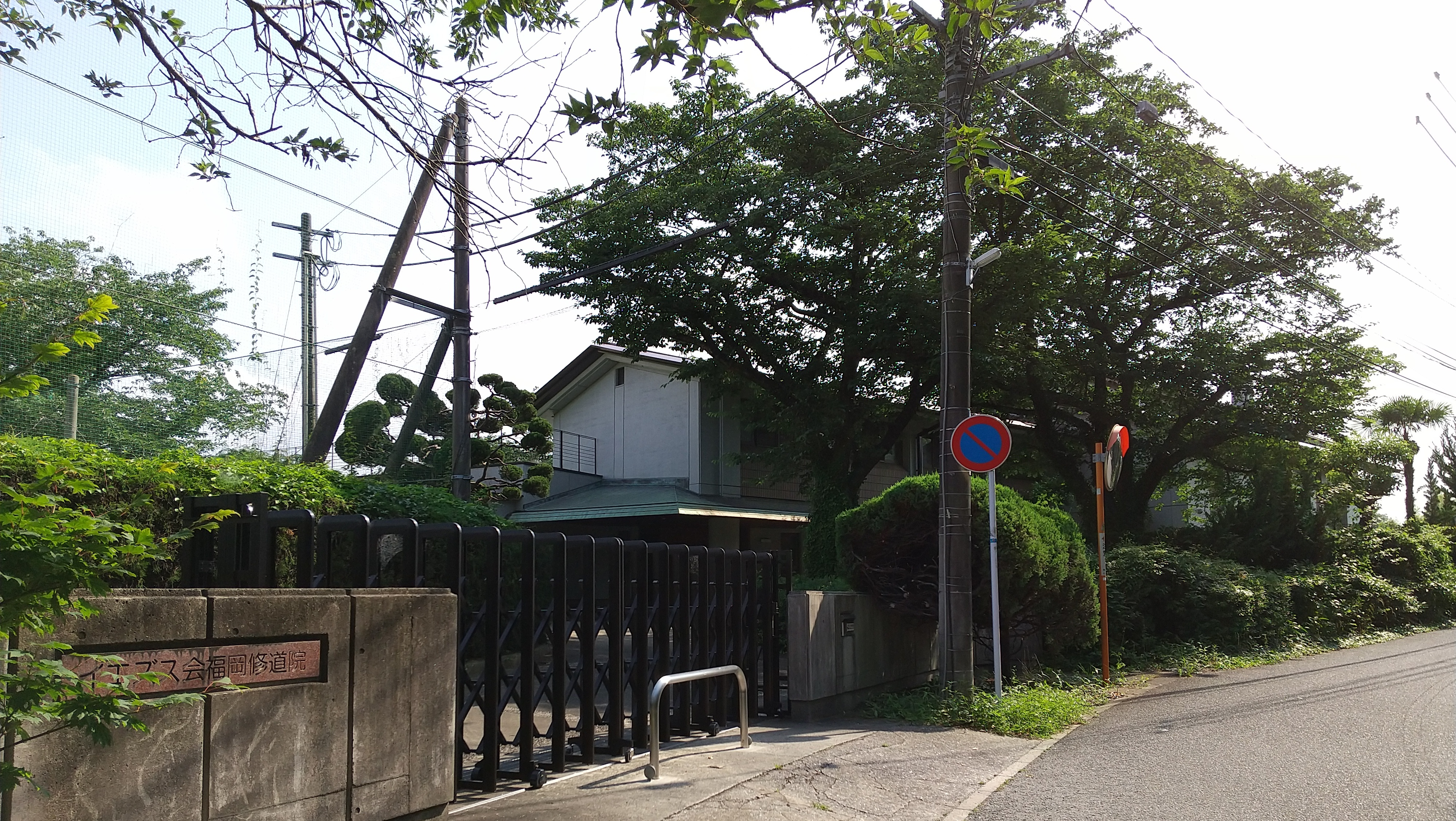
イエズス会福岡修道院

- ヒルトップリゾート福岡（旧アゴーラ福岡山の上ホテル&スパ）[15]
- カトリックイエズス会福岡修道院[16]

### 過去に存在した施設
- 六本松スポーツクラブ[注釈 7]

## 交通

### 道路
主な幹線道路は次の通り。

#### 市道
市道は次の通り。括弧内は福岡市道路愛称等。
- 博多駅鳥飼線（筑肥新道と一部重複）
- 平尾別府線（博多駅鳥飼線及び筑肥新道と一部重複）
- 桜坂小笹線[注釈 8]

### 鉄道
鉄道については、町域の北方に走る国道202号の地下に福岡市交通局が運営する福岡市地下鉄七隈線が通っており、鉄道駅は町外であるが、最寄りの駅は次の通り。
- 六本松駅（距離は道程で約0.8から1.5キロメートル）
- 桜坂駅（距離は道程で約0.6から1.7キロメートル）

### バス
バスについては、西日本鉄道株式会社が運営する西鉄バスが近くに走る幹線道路で運行しており、次の停留所がある。
- 筑肥新道沿い：笹丘二丁目
- 桜坂小笹線沿い：上智福岡中高前、小笹団地東門

また、町外であるが、次の停留所も近い。
- 油山観光道路沿い：梅光園口